# 拉奎拉車站
拉奎拉車站（義大利語：Stazione dell'Aquila）是義大利阿布魯佐大區首府拉奎拉的主要鐵路車站，於1875年啟用。二戰中車站大樓遭到盟軍炸毀，1951年由建築師羅伯托·納爾杜奇設計的新車站啟用。
2009年拉奎拉地震中，車站輕微受損，數天後恢復運行。